# Lexus HS
Lexus HS — гибридный автомобиль автопроизводителя Lexus, подразделения по производству люксовых автомобилей Toyota. В модельном ряду Lexus это новый компактный престижный гибридный седан. Он классифицируется как компактный по внешним размерам и объёму двигателя по японским правилам, касающимся транспортных средств. Представленный на Североамериканском международном автосалоне в январе 2009 года, HS 250h поступил в продажу в июле 2009 как модель 2010 года в Японии, после своего дебюта в США в августе 2009. HS 250h представляет собой первый гибридный автомобиль, выделенный в линейке Lexus, а также впервые предложенный с рядным четырёхцилиндровым бензиновым двигателем. Салон автомобиля изготовлен из биопластиковых материалов. Общей протяженностью 4,690 миллиметра, Lexus HS немного больше, чем Lexus IS, но все же меньше среднеразмерного Lexus ES. Как меньший Lexus CT, так и бо́льшие Lexus ES и Lexus RX FWD, HS имеет передний привод, в отличие от остальных гибридов Lexus. По данным Lexus, HS означает «гармоничный седан» (Harmonious Sedan).

## Появление
Lexus впервые продемонстрировали HS 250h на Североамериканском международном автосалоне в 2008 году, планируя запустить автомобиль на основных рынках мира, включая США и Японию. Lexus сделали акцент на том, что это один из первых гибридов в сегменте роскошных компактных автомобилей, значит у покупателей определенно будет интерес к этой модели. Успех Toyota Prius также подтолкнул их на это. В результате HS 250h получился самым экономичным автомобилем в их модельном ряду компании. Кроме того, Lexus заявили, что HS 250h — это самый экономичный автомобиль в США среди роскошных гибридов.

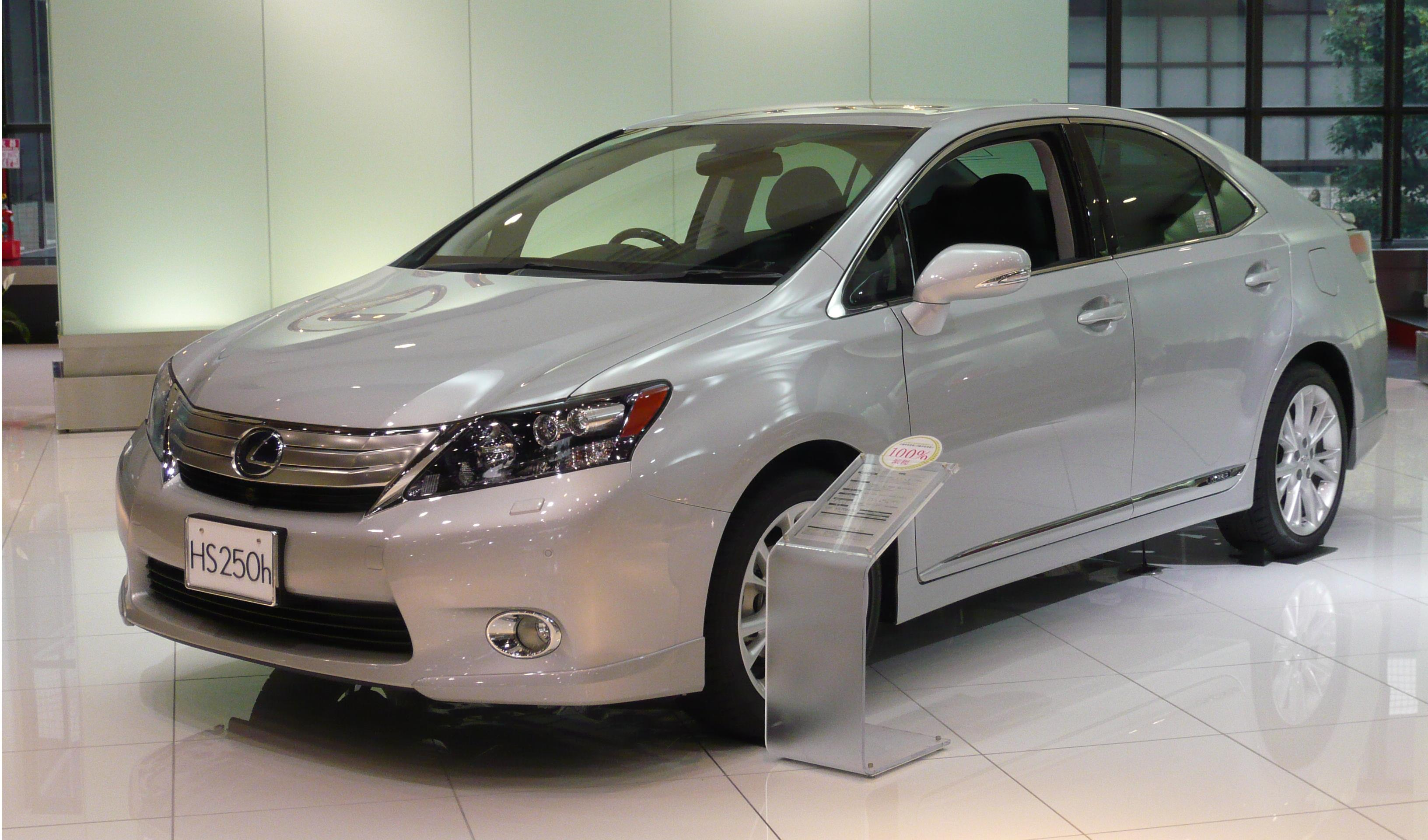
2010 Lexus HS 250h (Япония)

Для удовлетворения экологически-сознательных покупателей, дизайн HS 250h выполнили с применением углеродного следа и «эко-пластика» (биопластика) растительного происхождения, в том числе для интерьера и грузового пространства. Биопластик из растительных источников включает в себя волокна кенафа и семена клещевины (кроме того, кенафовые материалы уже применялись в интерьере Lexus ES). По данным Lexus, 85 процентов автомобиля может быть полностью подвержено переработке. Lexus HS250h для японского внутреннего рынка имеет гармоничную систему навигации, которая эффективно контролирует ходовые качества и сравнивает их, чтобы определить наиболее экономичные и «зелёные».
Платформа HS 250h базируется на третьем поколении Toyota Avensis, которая связана с традиционным бензиновым двигателем от Toyota Allion, которая продавалась с 2001 по 2007, и 2,4-литровым двигателем Corolla с электродвигателями. Также с автомобилем технически связаны Toyota Premio, Toyota Vista (5-го поколения), Toyota Opa, Toyota Wish, и Toyota Caldina (3-го поколения). В июле 2009 года начались продажи HS 250h в Японии, более того, автомобиль уже имел 1500 предварительных заказов. Эта цифра, как сообщается, в три раза больше, чем первоначально прогнозировали. Toyota SAI, сестра модели той же платформе и гибридной трансмиссии, была запущена в производство в Японии в октябре 2009 года. HS 250h не планируется продавать на европейском рынке, хоть там и продается IS 220d.

## Двигатель
На автомобиль устанавливается 2,4-литровый рядный четырёхцилиндровый двигатель 2AZ-FXE и электродвигатель, аналогичный Toyota Camry Hybrid. Никель-металл-гидридные батареи расположены под задними сиденьями. Дополнительная система Lexus Hybrid Drive и специальная выхлопная система снижают перегрев двигателя, так как он сильно перегревается во время постоянных разгонов и остановок. Подобная система используется на Lexus RX 450h.
HS 250h имеет режимы EV, Eco, и Power. Режим EV подходит для коротких вождений на чистом электричестве на скорости до 32 км/ч, Eco может быть выбран для наибольшей эффективности использования топлива в смешанном режиме вождения, а Power предлагает более высокую производительность. EPS входит в стандартную комплектацию.
- Передняя подвеска автомобиля — стойки МакФерсон с пружинами, газом под давлением, амортизаторами и стабилизатором поперечной устойчивости.
- Задняя — независимая, с двойными поперечными рычагами с пружинами, газом под давлением, амортизаторами и стабилизатором поперечной устойчивости.
- Тормоза — на четыре колеса с усилителем и электронным управлением торможения (ECB), четырьмя датчиками, четырёх-канальной антиблокировочной тормозной системой (ABS), Системой распределения тормозного усилия (EBD) и системой помощи торможения.
- Диаметр дисков — 17 или 18 дюймов.

## Оснащение

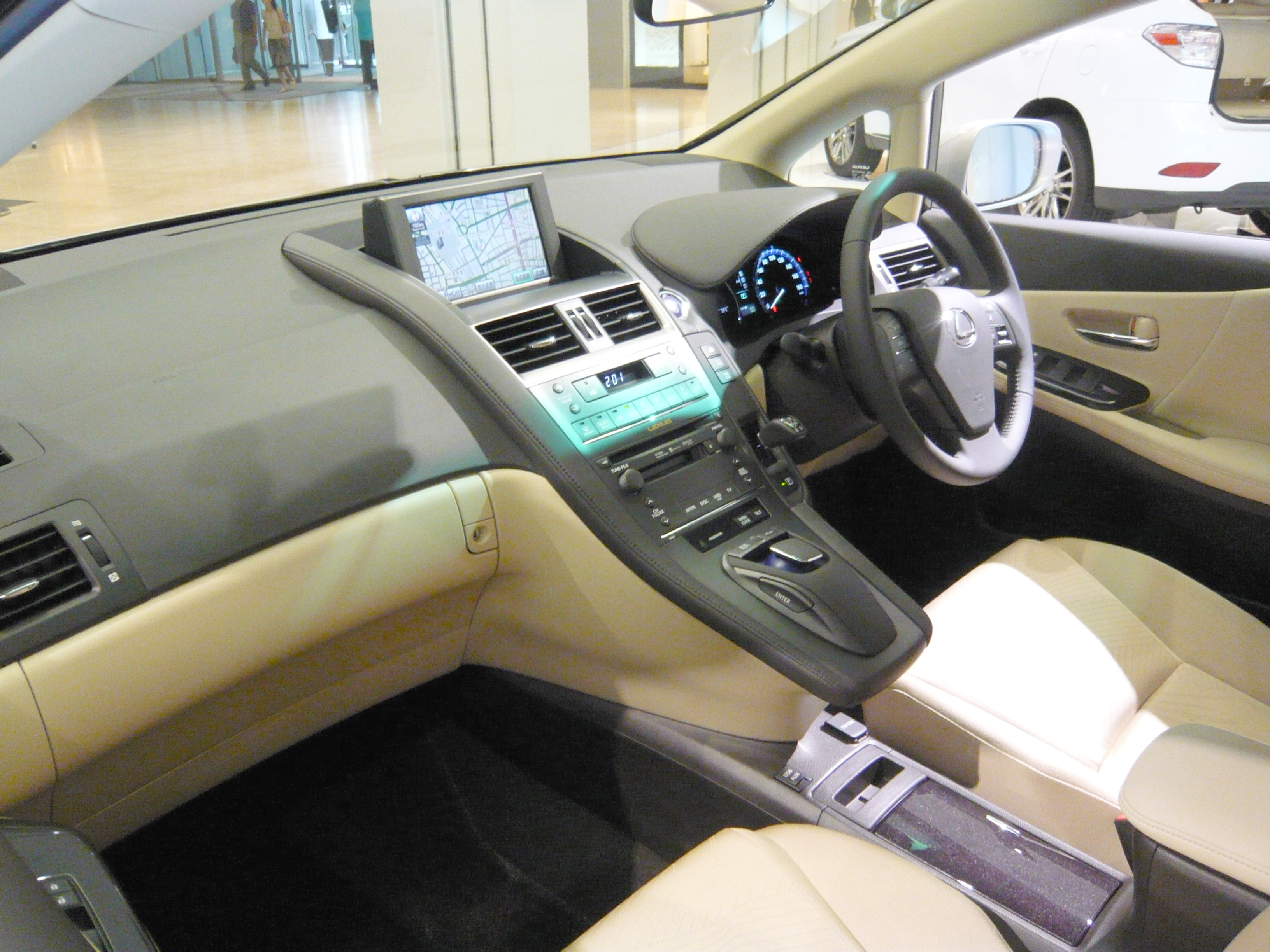
Интерьер Lexus HS 250h со всплывающим дисплеем

Технологические особенности, предлагаемые на HS 250h, включают всплывающий дисплей и информационно-развлекательную систему с пультом дистанционного управления Remote Touch, аудиосистему Mark Levinson и систему безопасности. Сенсорная система с системой GPS-навигации работают с использованием тактильной обратной связи. Телематические услуги Lexus Enform также вводятся на HS 250h.
Система безопасности включает интеллектуальные системы IHB и LKA, а также бортовую камеру. Система IHB чувствует встречные транспортные средства и регулирует освещение для предотвращения бликов. Система LKA, работающая в сочетании с радаром адаптивного круиз-контроля, помогает удерживать автомобиль в своей полосе. До пяти специальных бортовых камер позволяют водителю заглядывать за угол. Система Driver Monitoring System предупреждает, если водитель не обращает внимания, и обнаруживает препятствия на пути транспортного средства, предотвращая несчастные случаи в связи с сонливостью или отвлечением. Система предварительного обнаружения столкновения предназначена для сведения к минимуму ущерба от аварий.

## Продажи

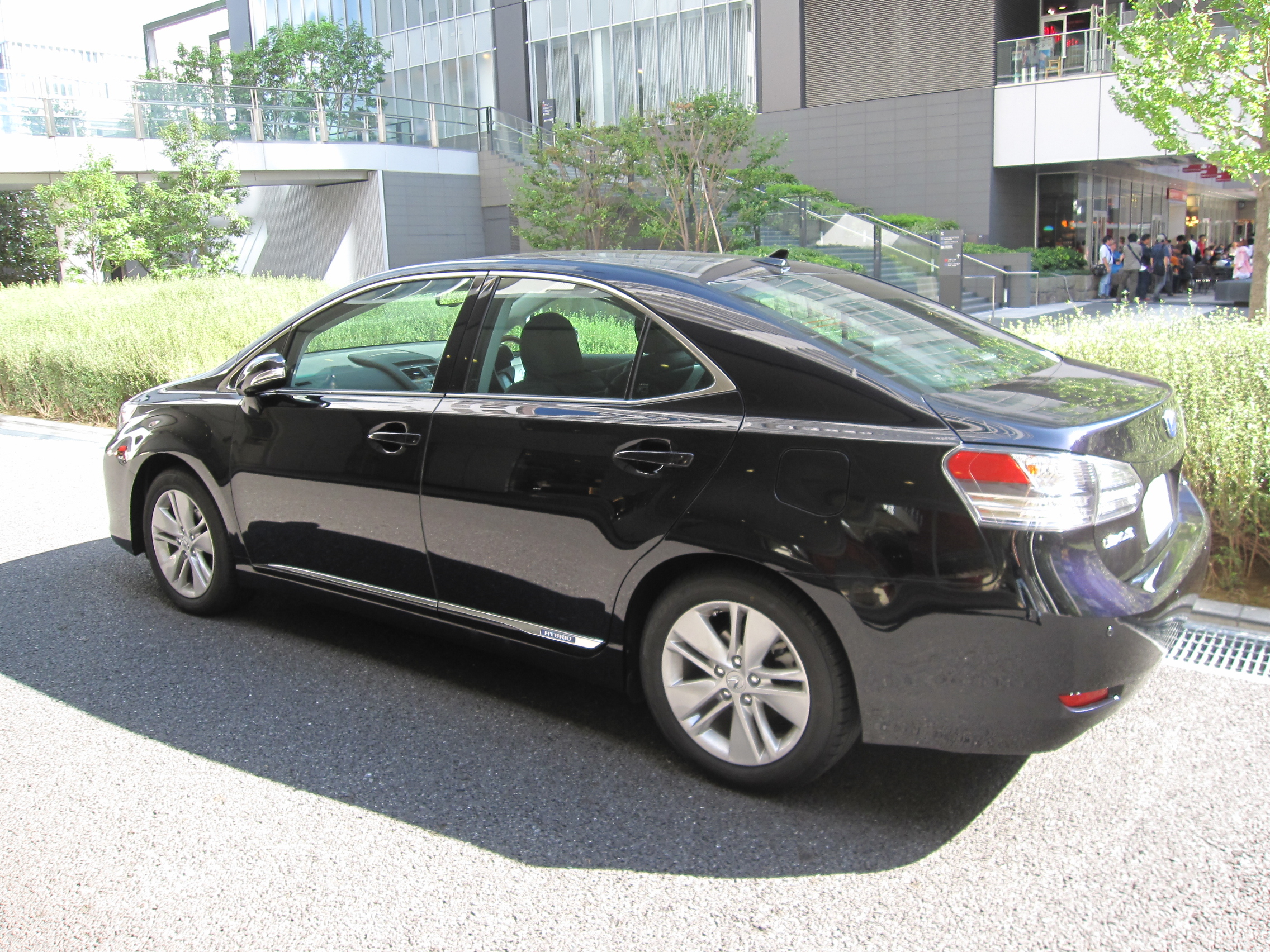
Вид сбоку

Lexus HS добился успеха на японском рынке, где в первый месяц было установлено 10000 продаж, что превысило ожидаемые продажи на 6 месяцев. В связи с этим Lexus понизили распределения и планы продаж в США в октябре 2009 года.
В начале 2010 года, на основе проданных единиц автомобилей, HS считался одним из наименее популярных седанов Lexus в США, будучи превзойденным ES, IS и LS. Отзыв моделей для перепрограммирования программного обеспечения в феврале 2010 года также притормозил продажи модели и отпугнул потенциальных покупателей. В начале его выпуска, однако, HS 250h стал лидером, с ежемесячными продажами, сопоставимыми с гибридом Honda Insight. В конце 2011 года, Ward’s AutoWorld сообщили, что продажи HS 250h в США снизились снова.
| Календарный год | Общие продажи (США) | Общие продажи (Япония) |
| --------------- | ------------------- | ---------------------- |
| 2009            | 6,699               | 8,494                  |
| 2010            | 10,663              |                        |
| 2011            | 2,864               |                        |

## Отзыв в 2010
25 июня 2010 Lexus отозвал 17801 автомобилей 2010 модельного года с ошибкой FMVSS 301 — «целостность топливной системы» — из-за чрезмерной утечки топлива в случае наезда сзади.